# Аннополь (Каліський повіт)
Аннополь (пол. Annopol) — село в Польщі, у гміні Ліскув Каліського повіту Великопольського воєводства.
Населення — 99 осіб (2011).
У 1975—1998 роках село належало до Каліського воєводства.

## Демографія
Демографічна структура станом на 31 березня 2011 року:
|          | Загалом | Допрацездатний вік | Працездатний вік | Постпрацездатний вік |
| -------- | ------- | ------------------ | ---------------- | -------------------- |
| Чоловіки | 51      | 14                 | 30               | 7                    |
| Жінки    | 48      | 9                  | 27               | 12                   |
| Разом    | 99      | 23                 | 57               | 19                   |